# Episodi di New School (terza stagione)
New School 3 è una serie per ragazzi prodotta da DeA Kid, in onda su Dea Kids. Dal 30 novembre all' 11 dicembre 2020 vanno in onda su Super! i primi 16 episodi, ripetuti fino alla settimana antecedente Natale; i rimanenti 10 andranno in onda dal 25 al 29 gennaio 2021.
| n° | Titolo episodi              | Prima TV DeaKids | Prima TV Super!  |
| -- | --------------------------- | ---------------- | ---------------- |
| 1  | La Gallina Loca             | 2019-2020        | 30 novembre 2020 |
| 2  | L'Uomo di roccia            | 2019-2020        | 30 novembre 2020 |
| 3  | Bugie gonfiabili            | 2019-2020        | 1 dicembre 2020  |
| 4  | Il ritorno di Jack McNeil   | 2019-2020        | 1 dicembre 2020  |
| 5  | Il sovrumano                | 2019-2020        | 2 dicembre 2020  |
| 6  | La maledizione delle coppie | 2019-2020        | 2 dicembre 2020  |
| 7  | Rick Nivellini              | 2019-2020        | 3 dicembre 2020  |
| 8  | La famiglia Hansen          | 2019-2020        | 3 dicembre 2020  |
| 9  | Tutta la verità             | 2019-2020        | 4 dicembre 2020  |
| 10 | Preside Rudy                | 2019-2020        | 4 dicembre 2020  |
| 11 | Teste piatte                | 2019-2020        | 9 dicembre 2020  |
| 12 | Fuori di testa              | 2019-2020        | 9 dicembre 2020  |
| 13 | Il Tribunale delle Leggende | 2019-2020        | 10 dicembre 2020 |
| 14 | Scambio di posto            | 2019-2020        | 10 dicembre 2020 |
| 15 | Barak Erwing                | 2019-2020        | 11 dicembre 2020 |
| 16 | Toilet Boy                  | 2019-2020        | 11 dicembre 2020 |
| 17 | Giochi di ruolo             | 2019-2020        | 25 gennaio 2021  |
| 18 | Fashionick                  | 2019-2020        | 25 gennaio 2021  |
| 19 | L'ammiratrice segreta       | 2019-2020        | 26 gennaio 2021  |
| 20 | Rudy & Vivien               | 2019-2020        | 26 gennaio 2021  |
| 21 | Maschi & Gorilla            | 2019-2020        | 27 gennaio 2021  |
| 22 | Unboxing                    | 2019-2020        | 27 gennaio 2021  |
| 23 | L'anello di famiglia        | 2019-2020        | 28 gennaio 2021  |
| 24 | Calma & Relax               | 2019-2020        | 28 gennaio 2021  |
| 25 | È la fine?                  | 2019-2020        | 29 gennaio 2021  |
| 26 | Il giorno tanto atteso      | 2019-2020        | 29 gennaio 2021  |

## La Gallina Loca
Nick e Rudy possono finalmente entrare nel club esclusivo ai membri che hanno raggiunto 1 milione di punti e sono entrati nel Wall of Celebrities.

## Uomo di Roccia
Deciso a superare i 10 milioni di punti e la Leggenda delle Leggende (il Sovrintendente), Nick induce una sfida per sollevare 400 kg di rocce. Ma Charlotte è pronta a sabotare la sfida.

## Bugie confiabili
Charlotte bacia Nick e Anna sfrutta quest'occasione per distrarre la rivale in una gara di palloncini.

## Rick Nivellini
Alice crea per Nick il suo clone, Rick Nivellini, che farà cose noiose come le punizioni e i compiti. Ma il clone si ribella...
Nel frattempo Vivien aiuta Miss Mastermind con il suo blog di cucina.

## La famiglia Hansen
Alice e Rudy sono alle prese con i genitori (la madre legata alla madreterra e il padre dallo stile cowboy) che vengono per assistere alla premiazione del progetto di Alice. Però il padre distruggerà il progetto, ma la nonna analfabeta li aiuterà! Nel frattempo Miss Mastermind rivela di essere un'ex-campionessa di wrestling e insegna a Tim e Tom le mosse marziali.

## Tutta la verità
La leggenda Sara Wiener sfida Nick nella Hall of Legends e non dovrà dire bugie per un giorno intero. Ma Nick non sa che questa sfida comprometterà il suo rapporto con Anna...

## Fuori di testa
Nick e Anna pranzano insieme e non sanno come relazionare.

## Teste piatte
Il sovrintendente fa una SuperSfida in cui Nick e Charlotte dovranno stare con dei piatti in testa.

## Preside Rudy
Mr. Spencer e Miss Mastermind decidono di far diventare, per un giorno, Rudy preside.

## Il ritorno di Jack McNeil
Jack McNeil va da Nick affidandogli una sfida.

## Il Tribunale delle Leggende
Nick viene accusato e condotto dal Sovrintendente nel Tribunale delle Leggende del Wall of Celebrities, i cui giudici sono Sara Wiener e un'altra leggenda, un ballerino ipnotizzatore.

## Scambio di posto
Tim chiede a Tom di spacciarsi per lui ed uscire ad un appuntamento con Alice. Ma quest'ultima origlia e rende l'appuntamento un incubo.

## Barak Erwing
La leggenda Barak Erwing sfida Nick ad uno sport a sua scelta. Nick sceglie il ping pong. Anna e Charlotte litigano su chi sia la più adatta ad allenare Nick.

## Toilet Boy
Anna è triste perché lei e Nick si sono lasciati, vorrebbe chiamarlo e chiedergli di rimettersi insieme. Miss Mastermind le racconta allora la storia di Toilet Boy (Tom)...

## Giochi di ruolo
P.P. Huckster, una misteriosa figura, rivela a Nick di essere una Leggenda e gli offre una scorciatoia per raggiungere i 10 milioni di punti.

## Fashionick
Vivien seleziona Justin e altri studenti per la sua grande sfilata di alta moda. Nick viene assunto invece come assistente di Justin in cambio di punti.

## L'ammiratrice segreta
Anna decide di mascherare i suoi sentimenti per Nick e aiuta Charlotte ad organizzargli una caccia al tesoro romantica.

## Rudy & Vivien
Nel futuro, gli anziani Rudy e Vivien raccontano ad un narratore esterno attraverso dei flashback come è nata la loro longeva storia d'amore.

## Maschi & Gorilla
Per via di una sfida, Nick deve indossare un costume da gorilla tutto il giorno senza parlare. Nel frattempo, Anna indaga sul tavolo dei maschi.

## Unboxing
Spencer riceve una scatola da sua madre: si tratta di un regalo. Il preside vuole filmarsi mentre lo scarta per farle vedere la sua reazione.

## L'anello di famiglia
Nick sfoggia il suo anello di famiglia, anello che ogni Rivellini ha usato per chiedere in moglie la sua anima gemella. Charlotte crede che sia un regalo per lei.

## Calma & Relax
Nick vuole dichiarare ad Anna che vuole andare al ballo di fine anno con lei ma non sa come chiederlo. Intanto Rudy gestisce un corso di yoga.

## È la fine?
Charlotte e il Sovrintendente organizzano la grande vendetta contro Nick. Il piano consiste nel far espellere Anna: la sua più grande debolezza. Nick è pronto a smascherarli.

## Il giorno tanto atteso
Charlotte e il sovrintendente non si arrendono e decidono di sabotare il ballo di fine anno per far chiudere la McGaffin.